# Мариупольское телевидение
Мариупольское телевидение (МТВ) (укр. Маріупольське телебачення) — закрытый украинский региональный телевизионный канал. 

## О телеканале
С момента своего создания в 1997 году позиционировал себя как семейный канал, ориентированный на интересы разных возрастных и социальных категорий телезрителей. В зону уверенного приёма (до остановки вещания в 2022 году) входили — Мариуполь, и прилегающие районы (Новоазовский, Володарский, Волновахский, Мангушский, Тельмановский, часть Запорожской области).
Вещание было круглосуточным, велось с мариупольской телевышки на 38 дециметровом телевизионном канале. Мощность передатчика составляла 500 Ватт.
В период 2014-2015 годов телеканал выпускал более 20 программ собственного производства - информационные, аналитические, спортивные, развлекательные и авторские программы . После 2015 года количество собственных программ резко уменьшилось, и в последние годы перед остановкой вещания составляло всего 6 программ, остальной контент приобретался.
При помощи собственной передвижной телестудии транслировались спортивные соревнования, телемосты и концерты в прямом эфире.
Количество работников — 70 человек (по состоянию на 2013 год).

## История канала
Канал учреждён Исполкомом Мариупольского горсовета в октябре 1995 года как коммунальное предприятие. А уже спустя месяц зрители Мариуполя и Донецкой области могли видеть выпуски «Мариупольской панорамы» в эфире Донецкой ОДТРК (тогда сеть УТ-2). Инициатором создания канала и первым его директором была А. Т. Алымова.
В собственный городской дециметровый эфир канал вышел 5 марта 1997 года. В этом же году телеканал получил Гран-при международного телефестиваля «Украинская перспектива» за документальный фильм «Судьбы нервущаяся нить» о переселении греков из Крыма в Приазовье.
В конце 2007 года проводилось тестовое вещание через спутник «Hellas Sat — 2».